# جائزة النمسا الكبرى 2003
جائزة النمسا الكبرى 2003 (بالإنجليزية: 2003 Austrian Grand Prix)‏ هو سباق فورمولا 1 أقيم بتاريخ 18 مايو 2003 في ستيفن سبيلبرغ، النمسا. كان السادس من أصل 16 في بطولة العالم لسباقات الفورمولا واحد موسم 2003. حلّ الألماني مايكل شوماخر أولا بينما جاء الفنلندي كيمي رايكونن في المركز الثاني وحصل على المركز الثالث البرازيلي روبنز باركيلو.